# Álbuns digitais número um nos Estados Unidos em 2012

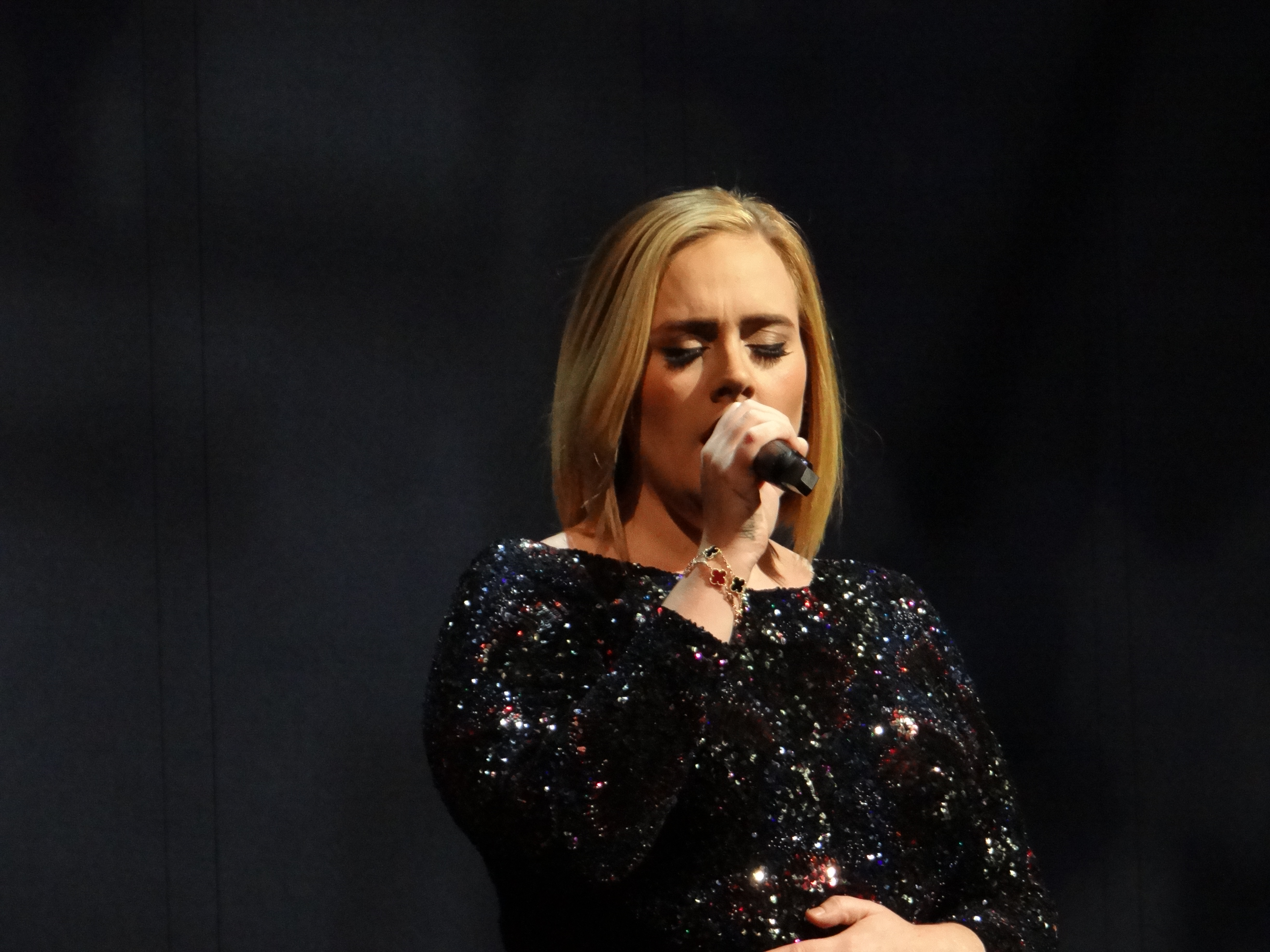
21 da britânica Adele aumentou o seu tempo na liderança para um recorde de dezasseis semanas e foi ainda o álbum mais vendido.

A seguir se apresenta lista dos álbuns número um na Top Digital Albums no ano de 2012. Publicada semanalmente pela revista Billboard com os dados recolhidos pelo serviço de mediação de vendas Nielsen SoundScan, a tabela musical classifica os álbuns digitais mais bem vendidos nos Estados Unidos. Em 2012, 38 álbuns conseguiram alcançar o topo da Top Digital Albums; todavia, um trigésimo nono e um quadragésimo — Christmas de Michael Bublé e 21 da britânica Adele — iniciaram as suas respectivas corridas no topo no ano anterior e foram, portanto, excluídos. Não obstante, 21 liderou a tabela por oito semanas, aumentando o seu total para um tempo recorde de dezasseis semanas, e ainda foi o álbum mais vendido do ano.
A banda britânica One Direction conseguiu posicionar dois trabalhos no número um: Up All Night e Take Me Home. Este último teve uma das maiores quantidades de vendas em uma semana: 241 milhares de unidades. No entanto, foi Babel de Mumford & Sons que teve a melhor estreia, bem como a melhor semana de vendas do ano: 420 milhares de unidades. Todavia, Red de Taylor Swift quebrou o seu recorde ao registar 465 mil unidades na sua semana de estreia. Babel e Red ocupam os terceiro e segundo lugares, respectivamente, na lista de melhores semanas de vendas para um álbum, perdendo apenas para Born This Way de Lady Gaga, que vendeu a quantidade recorde de 662 mil cópias na sua semana de estreia. Com apenas 20 mil unidades na sua terceira semana consecutiva no topo, Born and Raised registou a menor quantidade de vendas de sempre da tabela.
Com três semanas cada, Red empatou com Born and Raised de John Mayer como os álbuns com o segundo maior tempo de permanência no topo em 2012. The Hunger Games: Songs from District 12 and Beyond foi a única banda sonora a alcançar o cume da Top Digital Songs, enquanto Now That's What I Call Music! 41 foi o único projecto de compilação a alcançar o cume. Lana Del Rey, Madonna, Nicki Minaj, Carrie Underwood, Katy Perry, P!nk, Swift, Rihanna e Alicia Keys foram as únicas artistas femininas a liderar a tabela. Perry conseguiu o feito inédito de ré-colocar Teenage Dream no topo, após o mesmo ter liderado a tabela por uma semana em 2010.

## Histórico
- As vendas estão dispostas em milhares.

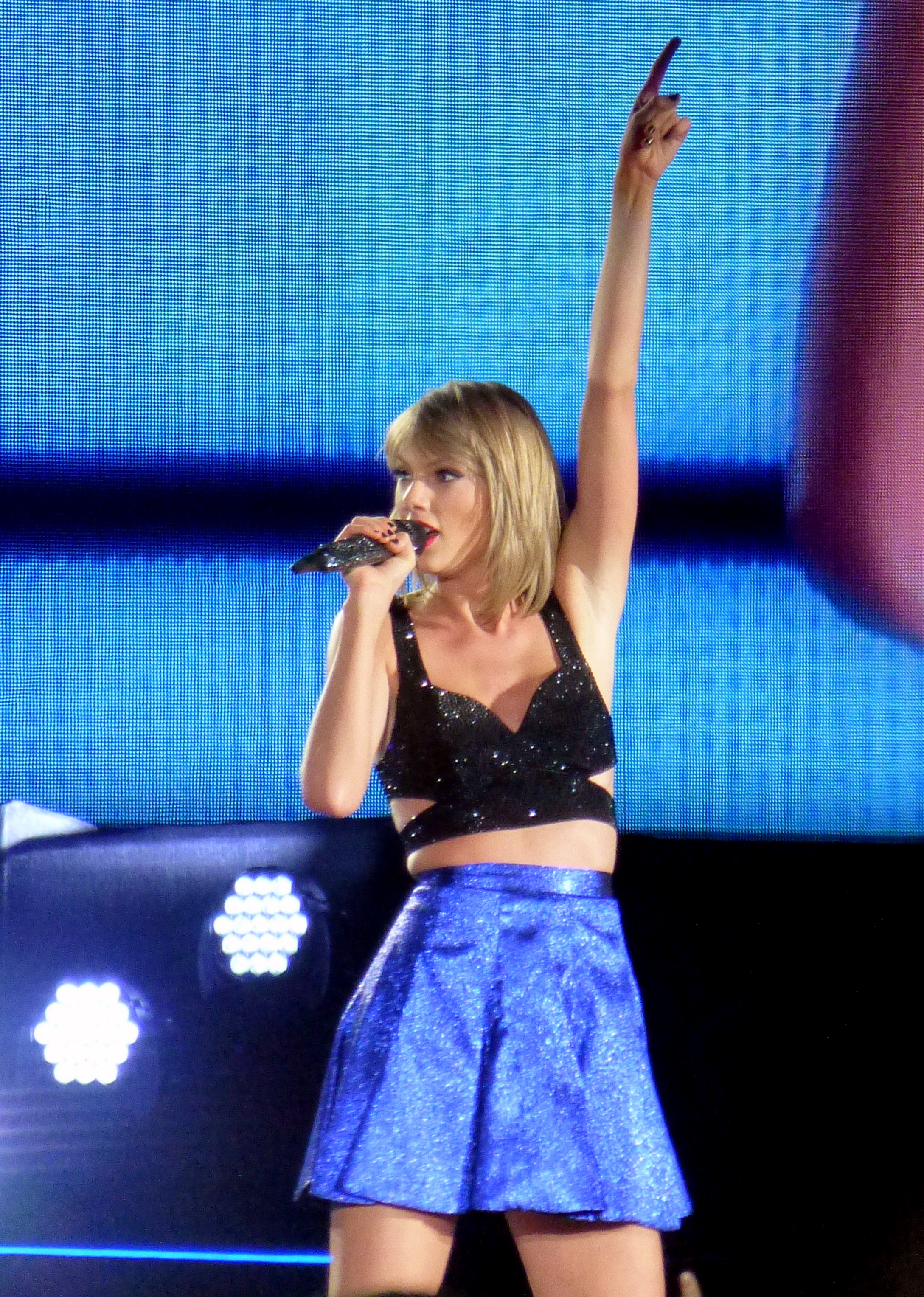
Red rendeu a cantora Taylor Swift a segunda maior quantidade de vendas em uma semana para um álbum. Além disso, Red liderou a tabela pelo segundo maior tempo de semanas.

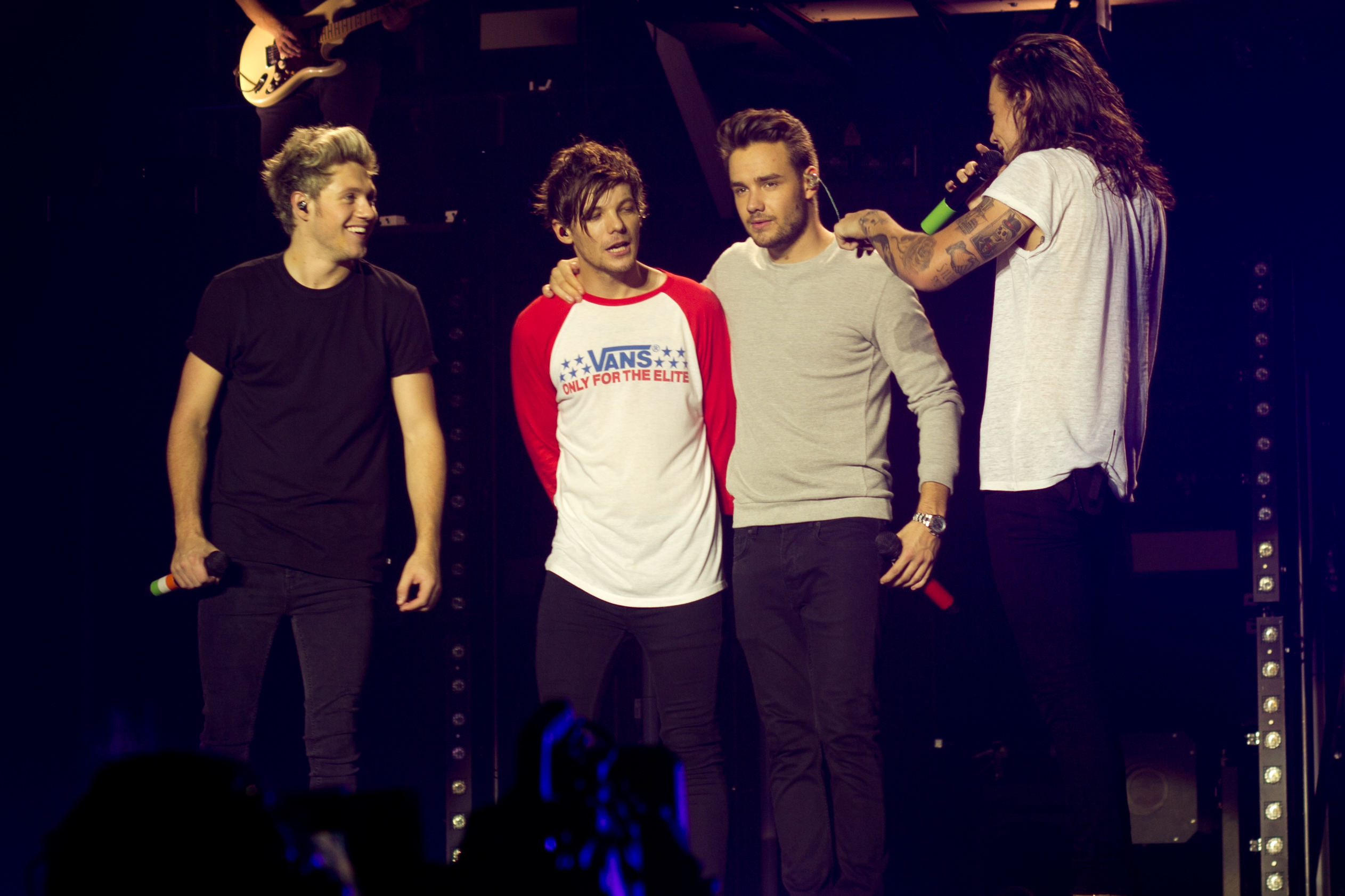
A banda britânica One Direction foi o único artista a conseguir posicionar mais de um álbum no topo da tabela musical.

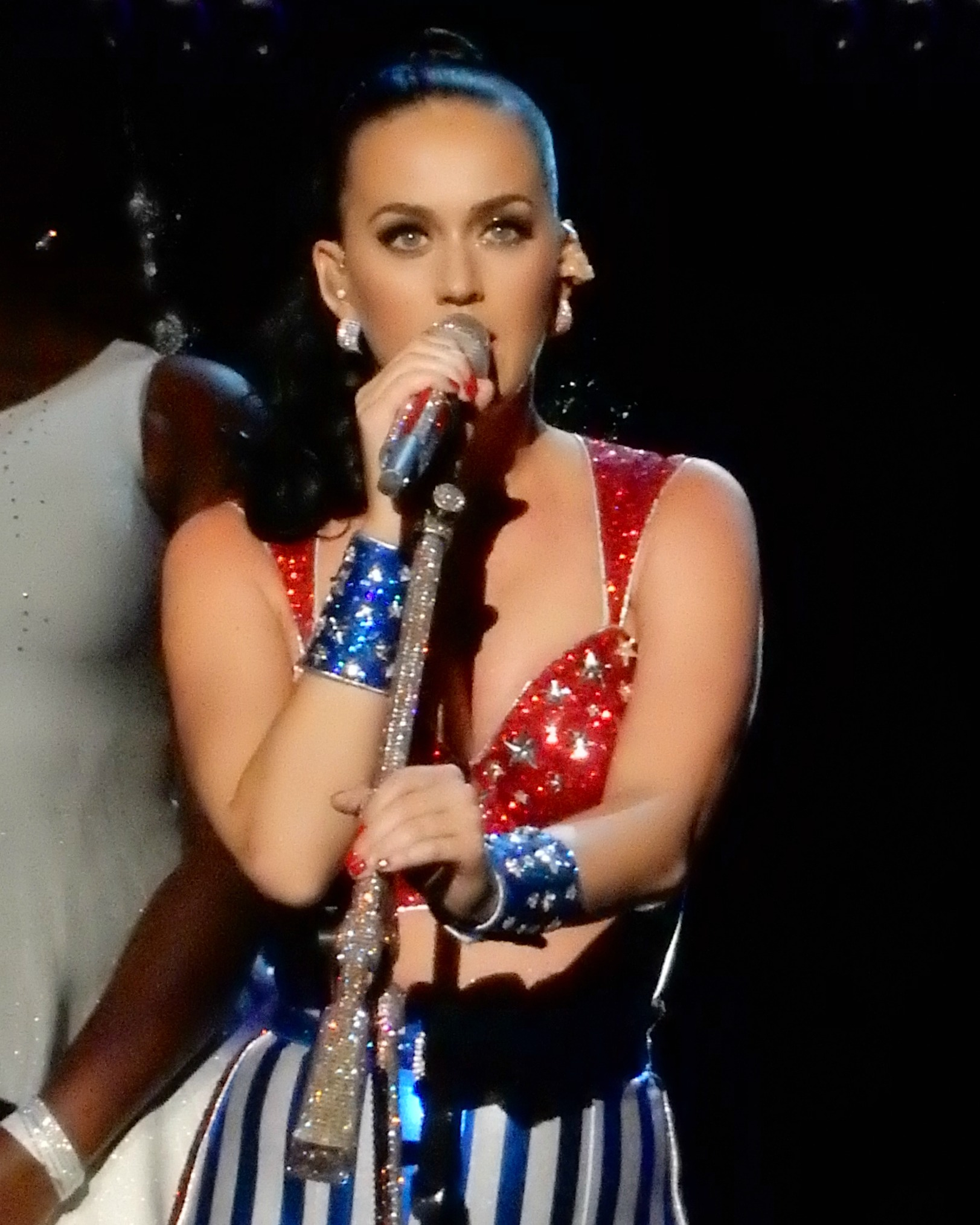
Katy Perry conseguiu o feito inédito de ré-colocar Teenage Dream no topo da Top Digital Albums, após o mesmo ter liderado a tabela por uma semana em 2010.

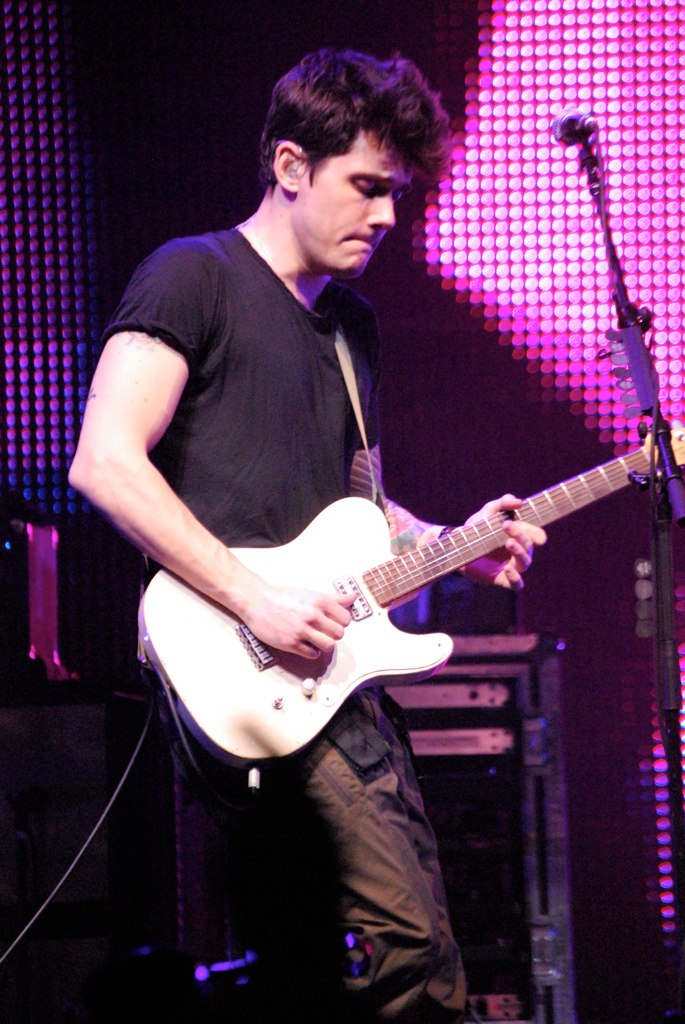
Born and Raised de John Mayer ocupou o número um da tabela pelo segundo maior tempo de permanência do ano.

|  | Denota o álbum com o melhor desempenho do ano. |

| Data            | Álbum                                               | Artista(s)              | Vendas | Ref    |
| --------------- | --------------------------------------------------- | ----------------------- | ------ | ------ |
| 7 de Janeiro    | Christmas                                           | Michael Bublé           | 59     | [ 2 ]  |
| 14 de Janeiro   | 21                                                  | Adele                   | 60     | [ 3 ]  |
| 21 de Janeiro   | 21                                                  | Adele                   | 44     | [ 4 ]  |
| 28 de Janeiro   | 21                                                  | Adele                   | 34     | [ 5 ]  |
| 4 de Fevereiro  | 21                                                  | Adele                   | 33     | [ 6 ]  |
| 11 de Fevereiro | Human Again                                         | Ingrid Michaelson       | 33     | [ 7 ]  |
| 18 de Fevereiro | Born to Die                                         | Lana Del Rey            | 57     | [ 8 ]  |
| 25 de Fevereiro | 21                                                  | Adele                   | 88     | [ 9 ]  |
| 3 de Março      | 21                                                  | Adele                   | 176    | [ 10 ] |
| 10 de Março     | 21                                                  | Adele                   | 65     | [ 11 ] |
| 17 de Março     | 21                                                  | Adele                   | 53     | [ 12 ] |
| 24 de Março     | Now That's What I Call Music! 41                    | Vários                  | 124    | [ 13 ] |
| 31 de Março     | Up All Night                                        | One Direction           | 91     | [ 14 ] |
| 7 de Abril      | The Hunger Games: Songs from District 12 and Beyond | Vários                  | 100    | [ 15 ] |
| 14 de Abril     | MDNA                                                | Madonna                 | 124    | [ 16 ] |
| 21 de Abril     | Pink Friday: Roman Reloaded                         | Nicki Minaj             | 92     | [ 17 ] |
| 28 de Abril     | Tuskegee                                            | Lionel Richie           | 42     | [ 18 ] |
| 5 de Maio       | Love Is a Four Letter Word                          | Jason Mraz              | 62     | [ 19 ] |
| 12 de Maio      | Blunderbuss                                         | Jack White              | 78     | [ 20 ] |
| 19 de Maio      | Blown Away                                          | Carrie Underwood        | 107    | [ 21 ] |
| 26 de Maio      | Neck of the Woods                                   | Silversun Pickups       | 24     | [ 22 ] |
| 2 de Junho      | Trespassing                                         | Adam Lambert            | 29     | [ 23 ] |
| 9 de Junho      | Born and Raised                                     | John Mayer              | 147    | [ 24 ] |
| 16 de Junho     | Born and Raised                                     | John Mayer              | 38     | [ 25 ] |
| 23 de Junho     | Born and Raised                                     | John Mayer              | 20     | [ 26 ] |
| 30 de Junho     | Looking 4 Myself                                    | Usher                   | 50     | [ 27 ] |
| 7 de Julho      | Believe                                             | Justin Bieber           | 139    | [ 28 ] |
| 14 de Julho     | Overexposed                                         | Maroon 5                | 134    | [ 29 ] |
| 21 de Julho     | Teenage Dream                                       | Katy Perry              | 67     | [ 30 ] |
| 28 de Julho     | Uncaged                                             | Zac Brown Band          | 139    | [ 31 ] |
| 4 de Agosto     | Life Is Good                                        | Nas                     | 69     | [ 32 ] |
| 11 de Agosto    | Gossamer                                            | Passion Pit             | 27     | [ 33 ] |
| 18 de Agosto    | God Forgives, I Don't                               | Rick Ross               | 90     | [ 34 ] |
| 25 de Agosto    | Nothing But the Best                                | Frank Sinatra           | 39     | [ 35 ] |
| 1 de Setembro   | Based on a T.R.U. Story                             | 2 Chainz                | 61     | [ 36 ] |
| 8 de Setembro   | Chapter V                                           | Trey Songz              | 51     | [ 37 ] |
| 15 de Setembro  | Eye on It                                           | tobyMac                 | 35     | [ 38 ] |
| 22 de Setembro  | Night Visions                                       | Imagine Dragons         | 74,7   | [ 39 ] |
| 29 de Setembro  | Away from the World                                 | Dave Matthews Band      | 146    | [ 40 ] |
| 6 de Outubro    | The Truth About Love                                | P!nk                    | 141    | [ 41 ] |
| 13 de Outubro   | Babel                                               | Mumford & Sons          | 420    | [ 42 ] |
| 20 de Outubro   | Babel                                               | Mumford & Sons          | 88     | [ 43 ] |
| 27 de Outubro   | The Heist                                           | Macklemore e Ryan Lewis | 65     | [ 44 ] |
| 3 de Novembro   | Night Train                                         | Jason Aldean            | 199    | [ 45 ] |
| 10 de Novembro  | Red                                                 | Taylor Swift            | 465    | [ 46 ] |
| 17 de Novembro  | Red                                                 | Taylor Swift            | 94     | [ 47 ] |
| 24 de Novembro  | Red                                                 | Taylor Swift            | 44     | [ 48 ] |
| 1 de Dezembro   | Take Me Home                                        | One Direction           | 241    | [ 49 ] |
| 8 de Dezembro   | Unapologetic                                        | Rihanna                 | 107    | [ 50 ] |
| 15 de Dezembro  | Girl on Fire                                        | Alicia Keys             | 56     | [ 51 ] |
| 22 de Dezembro  | O.N.I.F.C.                                          | Wiz Khalifa             | 87     | [ 52 ] |
| 29 de Dezembro  | Unorthodox Jukebox                                  | Bruno Mars              | 59     | [ 53 ] |